# Tete Morne
Tete Morne ist eine Siedlung im Quarter (Distrikt) Laborie im Süden des Inselstaates St. Lucia in der Karibik. 2015 hatte der Ort 65 Einwohner.

## Geographie
Die Siedlung liegt im Süden der Insel im Mündungsbereich des Doree River zwischen den Siedlungen River Doree, Balembouche und Bongalo und an der Grenze zum Quarter Choiseul.

## Klima
Nach dem Köppen-Geiger-System zeichnet sich Tete Morne durch ein tropisches Klima mit der Kurzbezeichnung Af aus.